# San Sebastián de los Reyes (Venezuela)
Pour les articles homonymes, voir San Sebastián.
San Sebastián de los Reyes est une localité du Venezuela, chef-lieu de la municipalité de San Sebastián dans l'État d'Aragua. La ville est fondée en 1585 par l'Espagnol Sebastián Díaz Alfaro, originaire de Sanlúcar de Barrameda dans la province de Cadix.

## Étymologie
La ville porte le même nom que la ville espagnole de San Sebastián de los Reyes mais l'origine de leur nom diffère : l'épithète espagnol de los Reyes, « des rois », en français, rend honneur aux rois espagnols catholiques dans le cas de la localité espagnole, tandis que la ville vénézuélienne fait référence au jour de sa fondation, le Jour des rois, le 6 janvier 1585.

## Histoire
Bien que fondée en 1585, la ville ne possède de registres paroissiaux que depuis 1611. L'évêque Mariano Martí explique ce décalage en indiquant que le premier site de San Sebastián de los Reyes est à situer sur le site actuel de Taguay : « en este sitio (Taguay) estuvo antiguamente la población de San Sebastián de los Reyes », « sur ce site (Taguay) se trouvait autrefois San Sebastián de los Reyes ».
Les raisons invoquées pour sa fondation sont le développement de la plaine centrale du Venezuela, les Llanos dont les conditions climatiques sont propices à l'émergence de l'élevage, notamment de bovins pour la viande et du cheval pour la surveillance des troupeaux. Ces exploitations bovines sont appelées hatos dans les plaines vénézuéliennes. Ce développement a attiré un grand nombre de colons, notamment en provenance des provinces espagnoles de Castille, d'Andalousie et des îles Canaries.

## Sources
- (es) Cet article est partiellement ou en totalité issu de l’article de Wikipédia en espagnol intitulé « San Sebastián de los Reyes (Venezuela) » (voir la liste des auteurs).